# Port lotniczy Bielce
Międzynarodowy Port lotniczy Bielce-Leadoveni (rum. Aeroportul Internațional Bălți-Leadoveni, ros. Международный аэропорт Бельцы-Лядовены), zwyczajowo Leadoveni, kod IATA: BZY, kod ICAO: LUBL) - to drugi międzynarodowy cywilny port lotniczy Republiki Mołdawii i jeden z dwóch głównych portów lotniczych w Bielce, obsługujący miasto Bielce i północną Mołdawię w zakresie cywilnych lotów pasażerskich i cargo, regularnych i czarterowych. Międzynarodowy port lotniczy Bielce-Leadoveni został otwarty w 1989 r. w celu zastąpienia portu lotniczego Bielce-Miasto, głównie na trasach międzynarodowych, oraz w celu ułatwienia ruchu lotniczego do międzynarodowego portu lotniczego Kiszyniów.
Międzynarodowy port lotniczy Bielce działa 24 godziny na dobę, 7 dni w tygodniu, przez cały rok i znajduje się poza granicami miasta Bielce, w miejscowości Corlăteni, w rejone Rîșcani, około 15 km na północ od centrum miasta Bielce (8 km od północnej granicy dzielnicy „Dacia”, znanej również jako „BAM”), z bezpośrednim dostępem do drogi europejskiej 583 / M5 i drogi republikańskiej R12. Położenie pasa startowego międzynarodowego lotniska w Bielce jest najkorzystniejsze w stosunku do lotnisk i lądowisk w regionie (tj. w stosunku do lotniska w Kiszyniowie i wojskowej bazy lotniczej Marculești), co zapewnia ciągłą pracę międzynarodowego lotniska w Bielce bez długich zamknięć, które mogą trwać kilka dni na lotnisku w Kiszyniowie i wojskowej bazie lotniczej Marculești.
Od momentu otwarcia lotnisko służyło jako węzeł lotniczy dla mołdawskiej filii Aeroflotu, a następnie dla Air Moldova oraz jako główna baza dla Moldaeroservice. W historii lotnictwa cywilnego w Republice Mołdawii regularne loty samolotami Tupolew Tu-134 odbywały się tylko z międzynarodowego lotniska w Kiszyniowie i międzynarodowego lotniska w Bielce. Podłoże pasa startowego międzynarodowego lotniska Bielce-Leadoveni jest najsilniejsze („A”) w porównaniu z pasami startowymi lotnisk w regionie, a mianowicie lotnisk w Kiszyniowie, Cahul, Iasi i Marculesti.
Lotnisko zostało certyfikowane i otwarte dla ruchu pasażerskiego i towarowego, a od 1989 r. - kiedy uruchomiono betonowy pas startowy nowego lotniska Bielce Leadoveni - oferowało regularne loty pasażerskie łączące Bielce z 14 miastami byłego ZSRR, wykorzystując samoloty An-24, Tupolew Tu-134 i Let L-410 Turbolet do 1993 r.  W ostatnich latach lotnisko było wykorzystywane głównie do lotów krajowych i sporadycznie do lotów międzynarodowych.
Drugim portem lotniczym w Bielce jest pierwszy historyczny port lotniczy w Bielce obsługujący regularne loty, Port lotniczy Bielce-Miasto, położony na wschodniej granicy obszaru miejskiego Bielce w pobliżu dzielnicy „Autogara (dworzec autobusowy)” i wykorzystywany jako regionalny port lotniczy dla służb ratownictwa lotniczego, rolnictwa, prac lotniczych i transportu regionalnego po uruchomieniu międzynarodowego portu lotniczego Bielce-Leadoveni w ostatnich latach jego działalności (pod koniec lat 80. XX wieku).